# 크리스토발 위에
크리스토발 위에(프랑스어: Cristobal Huet, 1975년 9월 3일~)는 프랑스의 은퇴한 아이스하키 선수로 포지션은 골텐더이다. 내셔널 하키 리그(NHL)의 로스앤젤레스 킹스, 카나디앵 드 몽레알, 워싱턴 캐피털스, 시카고 블랙호크스 소속으로 활동했으며, 필리프 보종의 뒤를 이어 프랑스 국적 선수로는 두 번째로 NHL에서 활약한 선수이다. 또한 프랑스 최초의 NHL 골텐더이며, 2009–10 시즌에 시카고 블랙호크스 소속으로 스탠리 컵 우승을 차지하며 프랑스 최초로 NHL 우승 선수가 되었다.
국제 대회에 프랑스 국가대표팀 선수로 활동하여 1998년과 2002년 동계 올림픽에 참가했다. 그는 프랑스 국가대표 골텐더로서 국제 경기 146경기에 출전했다.